# Kissin' Cousins
Kissin' Cousins is een Amerikaanse muziekfilm uit 1964 met Elvis Presley in de hoofdrol. Voor regisseur Gene Nelson was het de eerste samenwerking met Presley, wat hij in 1965 nog eens zou doen in Harum Scarum.
De film werd in een rap tempo gemaakt, wat de kwaliteit niet ten goede kwam. Dit had mede te maken met het feit dat de vorige film van Elvis, Viva Las Vegas, duurder was uitgevallen en zijn manager Colonel Tom Parker goedkopere films wilde.
Arthur O'Connell speelde Elvis' vader in deze film. Dat had hij eerder gedaan in Follow That Dream (1962). Yvonne Craig had eerder met Elvis gespeeld in It Happened at the World's Fair (1963)
De liedjes uit de film werden op een LP uitgebracht.
Presley speelt in Kissin' Cousins een dubbelrol als militair die op het platteland een jongen tegenkomt die uiterlijk exact op hem lijkt, zij het met blond haar.

## Rolverdeling
| Acteur           | Personage                 |
| ---------------- | ------------------------- |
| Elvis Presley    | Josh Morgan / Jodie Tatum |
| Arthur O'Connell | Pappy Tatum               |
| Glenda Farrell   | Ma Tatum                  |
| Jack Albertson   | Robert Salbo              |
| Pamela Austin    | Selena Tatum              |
| Cynthia Pepper   | Midge                     |
| Yvonne Craig     | Azalea Tatum              |
| Donald Woods     | Alvin Donford             |
| Tommy Farrell    | William George Bailey     |
| Beverly Powers   | Trudy                     |
| Hortense Petra   | Dixie                     |
| Robert Stone     | hulpje generaal           |